# Acraea pullula
Acraea pullula är en fjärilsart som beskrevs av Karl Grünberg 1911. Acraea pullula ingår i släktet Acraea och familjen praktfjärilar. Inga underarter finns listade i Catalogue of Life.